# Heteropogon pilosus
Heteropogon pilosus är en tvåvingeart som beskrevs av Pavel Lehr 1970. Heteropogon pilosus ingår i släktet Heteropogon och familjen rovflugor. Inga underarter finns listade i Catalogue of Life.